# Salmo 147
Il salmo 147 costituisce il centoquarantasettesimo capitolo del Libro dei salmi. La numerazione dei versetti di questo salmo incomincia da 12, perché secondo la numerazione greca i primi undici versetti sono quelli del salmo 146.